# Distretto di Asipovičy
Il distretto di Asipovičy (in bielorusso Асіповіцкі раён?) è un distretto (raën) della Bielorussia appartenente alla regione di Mahilëŭ.